# Urban Futsal Zürich
Der Urban Futsal Zürich (abgekürzt UFZ) ist ein Futsalverein aus der Stadt Zürich. Die Vereinsfarben sind Weiss und Blau. Er wurde am 5. Februar 2009 von den zwei Brüdern Marco und Carlo Primerano und Roberto Vetere gegründet und gehört zu den bekanntesten Futsalvereinen in Zürich.
Die erste Mannschaft spielt in der Swiss Futsal Nationalliga A und hat bisher zwei Aufstiege (2011/12 und 2013/14) in die Nationalliga A erreicht.
Die Heimspiele trägt die erste Mannschaft des Urban Futsal Zürich vorzugsweise in der Stadt Zürich aus. Aus Platzmangel in der Stadt Zürich musste der UFZ in den letzten Jahren seine Heimspiele in der Agglomeration von Zürich austragen.

## Geschichte

### 2009: Die Gründung
Marco und Carlo Primerano, zwei ehemalige Fussballspieler im Amateurbereich begannen 2008 Futsal zu spielen und nahmen mit einem Zürcher Fussballverein an der schweizerischen Futsalmeisterschaft teil. Im Verlauf der Saison waren beide Brüder mit der Vereinsführung des Clubs nicht zufrieden. Die Begeisterung für diese noch relativ unbekannte Sportart stieg jedoch so stark an, dass Marco Primerano spontan die Idee hatte, im Dezember 2008 einen eigenen Futsalverein zu gründen. Doch so schnell die Idee kam, so schnell war sie wieder vergessen. Marcos Worte stiessen bei Carlo jedoch auf grosses Interesse, und so begann er sich grundsätzliche Gedanken über eine Vereinsgründung zu machen. Im Januar 2009 konnte er schliesslich Marco für das Potenzial eines eigenen Vereins begeistern und überzeugte ihn. Darauf wurde ein dritter Vereinsgründer gesucht, und man konnte auf Anhieb den langjährigen Freund Roberto Vetere dazu gewinnen. Der Urban Futsal Zürich wurde anschliessend am 5. Februar 2009 in der Wohnung von Marco Primerano in Schlieren gegründet.

### 2009/2010: Erste Saison
| 2009/10                                                                    | NLB | 3  | 33:29 | 7  |
| 2010/11                                                                    | NLB | 1  | 71:41 | 18 |
| 2011/12                                                                    | NLA | 10 | 38:76 | 1  |
| 2012/13                                                                    | NLB | 2  | 58:27 | 14 |
| 2013/14                                                                    | NLB | 1  | 75:30 | 19 |
| Grün: Aufstieg in die Nationalliga A Orange: Abstieg in die Nationalliga B |     |    |       |    |

Nachdem der Verein bei der Gründung nur drei Mitglieder gezählt hatte, stiessen in den kommenden Monaten weitere Mitglieder zum UFZ. Insgesamt zählte das Kader zu Saisonbeginn neun Spieler. Einer davon war John Osso, der gleich Torschützenkönig der Liga wurde und den Klub im Verlauf der Jahre noch weiter prägen sollte. Zwei weitere Spieler kamen gegen Saisonende dazu. Der UFZ wurde in der Nationalliga B eingeteilt, was zu dieser Zeit die zweithöchste Liga des Landes war. Beim Debüt am 29. November 2009 gegen Futsal Club Vitoria wurde ein 7:7-Remis gespielt, was für mehrere Jahre das knappste Resultat der Liga darstellte. Eine Woche später kam die erste Niederlage (3:7) gegen Futsal Minerva, die sich in wenigen Jahren als einer der stärksten Vereine des Landes etablierte. Der erste Sieg kam beim nächsten Spieltag am 17. Januar 2010 gegen Dübendorfer Futsal Verein, das mit 8:6 gewonnen wurde. Der UFZ beendete die erste Saison auf den 3. Rang.

### 2010/2011: Aufstieg in die Nationalliga A
Die folgende Spielzeit stellte beim UFZ gleich die spektakulärste Saison der jungen Vereinsgeschichte dar. Das Saisonziel war, den 3. Rang zu verbessern, wobei die Aufstiegsambitionen präsent waren. Es wurden drei Abgänge und drei Zugänge verzeichnet. Vor allem die zwei neuen Zugänge Miguel Silva und Simone Granata sollten der Mannschaft helfen, den Verein auf die Erfolgsspur zu bringen. Das erste Saisonspiel gegen NLA-Absteiger Club Futsal Freiamt war gleich ein Eintrag in die Geschichtsbücher wert. Das Spiel endete mit einem 7:6-Sieg, wobei es bis fünf Sekunden vor Schluss noch 6:6 stand. Torhüter Canaj warf den Ball mit den Händen über 3⁄4 des Spielfeldes, worauf Carlo Primerano in die Richtung der Flugbahn des Balls sprintete und ihn direkt über den gegnerischen Torhüter köpfelte. Am letzten Spieltag der Saison standen gleich drei Teams (SPVGG Züri 86, Züri Flash und Urban Futsal Zürich) punktegleich an der Tabellenspitze. Der UFZ hatte die schlechtesten Karten für den Aufstieg, denn die SPVGG Züri 86 durfte gegen Dübendorfer Futsal Verein nicht gewinnen, und der UFZ musste gegen Züri Flash drei Punkte holen. Doch wider Erwarten kam die SPVGG Züri 86 über ein 1:1-Remis nicht hinaus und der UFZ gewann das hochspektakuläre Spiel mit 13:11. Dies bedeutete den 1. Rang und die Qualifikation für die Barrage-Spiele um den Aufstieg in die NLA. Das spannende Barrage-Spiel endete knapp mit 7:6 für den UFZ, wobei Simone Granata der gefeierte Held des Spiels war. Somit war der Aufstieg in die NLA perfekt. Durch den Barrage-Sieg qualifizierte man sich für den Halbfinal um den Nationalliga-B-Meistertitel. Das Spiel ging nach einer sehr aufwendigen Schlussphase der Saison mit 2:7 gegen den FC Wettingen verloren. Besonders hervorzuheben waren in dieser Saison die Leistungen von John Osso, Miguel Silva und Carlo Primerano, die zusammen über die Hälfte der Tore schossen.

### 2011/2012 – 2012/2013: Abstieg und Neubeginn
Um die Lücke zu den Vereinen in der höchsten Liga zu schliessen, war der Vorstand der Meinung, dass weitere Verpflichtungen nötig seien. So kamen mit Danilo Fimati, Gabriel Martins, Rick Rosendo (alle vom Futsal Club Vitoria) und Gabriel Guedes (aus Portugal) gleich vier neue Spieler hinzu. Im Verlauf der Saison wurde weiter Reuf Jukic aufgenommen. Captain Ricardo Lopes verliess vor Saisonbeginn wegen Meinungsverschiedenheiten den Verein. Er hinterliess eine grosse Erfahrungslücke, vor allem in der Defensive. Hinzu kam, dass sich Stammspieler Fabian Fuchs vor Saisonbeginn verletzte und die gesamte Saison ausfiel. Trainer Marco Primerano setzte somit vor allem auf die neuverpflichteten Brasilianer vom Futsal Club Vitoria. Dies erwies sich als Fehlentscheidung. Mit acht Niederlagen und einem Unentschieden verabschiedete sich der Urban Futsal Zürich von der Nationalliga A als Tabellenletzter. Weil sich das Ligasystem neu strukturierte und oberhalb der Nationalliga A die Premier League erschaffen wurde, stieg man doppelt von der höchsten in die dritthöchste Liga ab.
Das schlechte Abschneiden und die schlechte Stimmung in der Umkleidekabine bewogen den Vorstand, radikale Veränderungen vorzunehmen. Gabriel Martins und Danilo Fimati wurden suspendiert und wechselten zusammen mit John Osso zum AFM Maniacs. Miguel Silva, Gabriel Guedes, Andreas Sonderegger und Cédric Codoni verliessen den Verein. Elbasan Canaj wurde ebenfalls nicht mehr berücksichtigt. Die neuen Verpflichtungen hiessen: Danilo Di Benedetto, Fatlum Canaj, Diego Würmli, Aleksandar Pavlovic, Spyridon «Spyro» Charelas und Haris Dizdarevic. Ziel war der sofortige Wiederaufstieg. Die Mannschaft startete jedoch mit einem komplett neuen Kader in die neue Saison, und man liess bereits am ersten Spieltag wichtige Punkte liegen. Obwohl man gegen den späteren Gruppensieger am letzten Spieltag mit 11:3 gewinnen konnte, fehlten am Saisonende zwei Punkte. Der UFZ beendete die Saison somit auf dem 2. Rang.

### 2013/2014: Aufstieg zum Zweiten
Die positive Schlussphase der Saison brachte für den Verein neuen Aufschwung. Ziel war nach wie vor der Aufstieg. Rick Rosendo, Fabian Fuchs, Aleksandar Pavlovic, Fatlum Canaj und Haris Dizdarevic verliessen den Verein aus privaten Gründen. Dominic Staccoli, Alvaro Freitas, Heverton Souza, Michael Ehrensberger und John Osso waren die neuen Gesichter beim UFZ. Vor allem was John Osso betrifft, war es wieder eine Rückkehr nach einer erfolgreichen Saison in der Premier League. Als Gegenleistung für sein Engagement auf Vereinsebene wurde ihm die Captainbinde übertragen. Der UFZ führte von Anfang an, die Tabelle an. Ungeschlagen und mit nur einem Remis stieg der er bereits am vorletzten Spieltag in die Nationalliga A auf.

### 2014/2015
Im September 2014 wurde mit John Osso der erste UFZ-Spieler in die Schweizer Nationalmannschaft aufgeboten.

## Aktuelles Kader

### Kader der Ersten Mannschaft
Stand: 24. November 2014
| 1         | Alvaro Freitas       | Portugiese            | 2013 | G.D. Bons Dias     |  |  |  |
| 12        | Simone Granata       | Italiener             | 2010 | keiner             |  |  |  |
| Center    |                      |                       |      |                    |  |  |  |
| 4         | Spyridon Charelas    | Grieche               | 2012 | keiner             |  |  |  |
| 6         | Marco Primerano      | Schweizer Italiener   | 2009 | US Avellino Zurigo |  |  |  |
| Flügel    |                      |                       |      |                    |  |  |  |
| 2         | Dominic Staccoli     | Schweizer Italiener   | 2013 | AFM Maniacs        |  |  |  |
| 3         | Heverton Souza       | Brasilianer           | 2013 | keiner             |  |  |  |
| 5         | Michael Ehrensberger | Schweizer             | 2013 | keiner             |  |  |  |
| 13        | Danilo Fimati        | Italiener Brasilianer | 2014 | keiner             |  |  |  |
| 14        | Danilo Di Benedetto  | Italiener             | 2012 | keiner             |  |  |  |
| -         | Mattia Salera        | Italiener             | 2014 | keiner             |  |  |  |
| Pivot     |                      |                       |      |                    |  |  |  |
| 7         | Diego Würmli         | Schweizer             | 2012 | kein               |  |  |  |
| 8         | Reuf Jukic           | Bosnier               | 2011 | kein               |  |  |  |
| 9         | Roberto Vetere       | Italiener             | 2009 | kein               |  |  |  |
| Universal |                      |                       |      |                    |  |  |  |
| 10        | John Osso            | Schweizer Italiener   | 2013 | AFM Maniacs        |  |  |  |
| 11        | Carlo Primerano      | Schweizer Italiener   | 2009 | US Avellino Zurigo |  |  |  |
|           |                      |                       |      |                    |  |  |  |

### Betreuerstab und Vorstand
| Vorname, Name   | Funktion      |
| --------------- | ------------- |
| Vorstand        |               |
| Marco Primerano | Präsident     |
| Carlo Primerano | Vizepräsident |
| Roberto Vetere  | Vizepräsident |
| Trainerstab     |               |
| Marco Primerano | Chef-Trainer  |